# حملة العنف على إسرائيل 2010
حملة العنف على الإسرائيليين لعام 2010 كانت بمثابة جهد منسق قامت به 13 مجموعة فلسطينية مسلحة، بقيادة حركة حماس الإسلامية، لعرقلة محادثات السلام بين إسرائيل والسلطة الفلسطينية آنذاك. تألفت الحملة من هجمات على إسرائيل حيث كانت «جميع الخيارات مفتوحة» وفقًا لإعلان حماس في أوائل سبتمبر، كما ضمت المجموعات المشاركة حركة الجهاد الإسلامي ولجان المقاومة الشعبية ومجموعة منشقة من فتح. يعتقد بعض المسؤولين والمحللين الإسرائيليين والفلسطينيين المطلعين على حماس أن الهدف الحقيقي للحملة هو السلطة الفلسطينية بقيادة محمود عباس من حركة فتح.

## تصريحات حماس وردودها
نقلت شبكة سي بي إس نيوز عن القيادي محمود الزهار من حماس قوله أن على المسلمين واجب أخلاقي وديني في تحرير الأرض بين البحر المتوسط ونهر الأردن، وأن المقاومة المسلحة هي الطريق لتحقيق ذلك، حث الزهار محمود عباس على الانسحاب الفوري من محادثات السلام مع إسرائيل، مؤكدًا أن «الكفاح المسلح هو السبيل الوحيد للتعامل مع الدولة اليهودية».
قال المتحدث باسم الجناح العسكري لحماس أبو عبيدة لصحيفة واشنطن بوست في سبتمبر أن يعمل «في انسجام مع موقف الجناح السياسي» المتمركز في دمشق بسوريا، وقال أن المقاومة ستصعد وأن جميع الخيارات مفتوحة: «إننا نعلن أن أعمال المقاومة قد دخلت مرحلة جديدة ومتطورة من التعاون في الميدان على أعلى المستويات استعدادًا لشن هجمات أكثر فعالية على العدو.» ووفقًا للسلطة الفلسطينية ومسؤولي الأمن الإسرائيليين، فإن لدى حماس القدرة على تنفيذ المزيد من الهجمات في الضفة الغربية، وخاصة إطلاق النار من سيارة إلى أخرى حيث أن هذه العمليات تتطلب القليل من التخطيط والقوى البشرية، ولكنها ربما تفتقر إلى القدرة على تنفيذ هجمات على إسرائيل داخل الخط الأخضر بسبب أنشطة المراقبة وفعالية الجدار العازل في الضفة الغربية. قال خالد مشعل أن المقاومة ستستمر إذا لم تنسحب إسرائيل إلى حدود عام 1967 وأن حماس ستستأنف «قتل المستوطنين غير الشرعيين على أرضنا».
وفقًا لجوناثان فيجل، الباحث الكبير في المعهد الدولي لمكافحة الإرهاب، أن تشكل الحملة قرارًا من جانب حماس ببدء موجة جديدة من «الإرهاب» تستهدف المستوطنين الإسرائيليين: «إنه قرار استراتيجي سياسي اتخذته قيادة حماس في دمشق للتعبير عن استيائها ورفضها لمحادثات السلام الجارية في واشنطن... إنهم يظهرون أن لديهم قدرات تنفيذية ورغبة في العمل في يهودا والسامرة». وفقًا لموقع الأخبار الإسرائيلي ديبكا فايل في أواخر سبتمبر أن حماس كانت تستعد لتوسيع «حملتها الإرهابية».

أشادت وكالة فلسطين الآن الإخبارية بالهجمات وربطتها بالمفاوضات: 
 "هناك، في واشنطن، يكافئ عباس الاحتلال من خلال تحسين صورته من خلال مفاوضات غير مجدية، بينما في الخليل، لم توافق كتائب القسام، على الرغم من انتصار عباس والهجمات على المقاومة، على الانتقام من دماء الشهداء. اليوم، تنتشر الرؤوس وأجزاء الجسم في جميع الاتجاهات. اليوم، تتفاوض كتائب القسام مع أعدائها عن طريق البنادق والدم. . . 
 تسببت الهجمات في إحراج السلطة الفلسطينية، وأدان محمود عباس الهجمات في الخليل ورام الله، واتهم وزير الأوقاف والشئون الديني السلطة الفلسطينية محمود الهباش إيران بالمسؤولية عن هجمات حماس في محاولات لعرقلة محادثات السلام، وألمح إلى اتهام خالد مشعل بالكفر. في مقابلة أجريت في أكتوبر 2010، انتقدت الإصلاحية الفلسطينية زينب رشيد سوريا وإيران، التي قالت أنهما حاولتا عمدًا إخراج عملية السلام عن مسارها من أجل صرف الانتباه عن مشاكلهما الداخلية وقمع مبادرات التحول الديمقراطي: "..تذرع الأنظمة العربية الديكتاتورية بهذا النزاع ومتطلباته وضروراته عندما يتم طرح مسائل الديمقراطية والتعددية وتداول السلطة هي حقيقة تؤكدها الكثير من الدلائل. أبرز هذه الدلائل سعي هذه الأنظمة لاستخدام القضية الفلسطينية ما استطاعت من خلال التلاعب والتحكم واستخدام أطراف فلسطينية تؤجج النزاع ولا تترك فرصة الا وتغنتنمها كي تخرب على جهود السلام كما رأينا في مع بداية الجولة الأخيرة من المفاوضات الفلسطينية الإسرائيلية، فحركة حماس التي يتحكم بقرارها كل من النظام السوري والإيراني الذين أوعزا لها بشن عمليتين مسلحتين في الضفة الغربية قبيل انعقاد جلسة مباحثات السلام الأولى في محاولة منهما لتخريب العملية السلمية برمتها، وهذا الاستخدام بغرض اعاقة الحل حصل دائما عبر تاريخ النزاع ومن قبل جميع الانظمة الديكتاتورية."

## هجمات الرماية

### 14 يونيو
في هجوم إطلاق نار من سيارة مارة بالقرب من الضفة الضفة الغربية في الخليل في 14 يونيو، قُتل ضابط الشرطة الإسرائيلي يهوشوا سوفير وأصيب ثلاثة آخرون.
أعلنت كتائب شهداء الأقصى، الجناح المسلح لحركة فتح التي يتزعمها الرئيس الفلسطيني محمود عباس، مسؤوليتها عن الهجوم قائلةً إنه كان ردًا على غارة أسطول غزة الأخيرة. في يوليو 2010، في أعقاب عملية مشتركة قام بها الجيش الإسرائيلي والشاباك والشرطة الإسرائيلية، تم التعرف على الفلسطيني بهاء الدين العدم واعتقاله، كمنفذ للعملية كما تم اعتقال آخرين كمتواطئين، وحُكم على العدم وثلاثة فلسطينيين آخرين أدينوا بالمشاركة في الهجوم بالسجن مدى الحياة، بينما حكم على فلسطيني آخر بالسجن لمدة 25 سنة لمساعدته في الهجوم.

### 31 أغسطس
كان هجوم 31 أغسطس 2010 هو أول هجوم بارز من قبل حماس والذي قُتل فيه 4 إسرائيليين بإطلاق النار، وقال أبو عبيدة المتحدث باسم كتائب القسام: «هذه العملية البطولية المباركة التي نفذها مجاهدونا هي حلقة ضمن سلسلة عمليات سابقة، ولاحقة (بإذن الله)، للرد على العدوان المستمر والمتصاعد بحق أبناء شعبنا المجاهد ورداً على الاعتداءات المتكررة من قبل المغتصبين.» ذكرت وكالة معا للأنباء أن مسؤولًا أمنيًا إسرائيليًا قال أن هذا كان أحد سلسلة «الهجمات الإرهابية» التي تهدف إلى إحباط محادثات السلام 2010. أيد خالد البطش أحد قادة الجهاد الإسلامي عمليات القتل التي قامت بها حماس وكتائب القسام ووصفهم:«الذين أذاقوا العدو سوء العذاب، فالمفاوضات لا يوقفها سوى زخات الرصاص والانفجارات المدوية».
وصف الصحفي داود كتّاب هجوم 31 أغسطس بأنه «توقيت واضح لتعطيل المحادثات وإضعاف موقف الوفد الفلسطيني»،  وصرح الأمين العام للأمم المتحدة بان كي مون في اليوم التالي للحادث بأن «هذا الهجوم يجب الاعتراف به على أنه: محاولة ساخرة وفاضحة لتقويض المفاوضات الإسرائيلية الفلسطينية المباشرة التي تبدأ غداً» 
قتلت القوات الإسرائيلية الخاصة في 8 أكتوبر أحد كبار نشطاء حماس في الضفة الغربية المسؤولين عن الهجوم، حيث دخل جنود جيش الاحتلال إلى عدة مبان في الخليل حيث كان المقاتلون الفلسطينيون محصورين في الداخل، مما أدى إلى استشهاد اثنين منهم واعتقال ستة آخرين.

### 1 سبتمبر
أطلق مقاتلون فلسطينيون النار على الحاخامان موشيه وشيرا مورانو، وهما زوجان إسرائيليان في الثلاثينات من العمر من معاليه إفرايم الواقعة في أخدود وادي الأردن، بينما كانا يقودان سيارتهما على الطريق السريع 60 بين تقاطع ريمونيم ومستوطنة كوخاف هشاحار. أصيب الرجل بجروح متوسطة من الشظايا في ساقيه ورصاصة في الكتف، وأصيبت المرأة بجروح طفيفة نتيجة انقلاب السيارة. قفز المستهدفان من سيارتهما إلى خندق بعد تعطل أحد بنادق المهاجمين الآلية، حيث استخدما هاتفًا محمولًا لطلب المساعدة، وانحرفت السيارة عن الطريق وسقطت على أحد السدود. قام مسعفون من نجمة داود الحمراء بمعالجتهم في مكان الحادث قبل نقلهم إلى مستشفى هداسا في عين كارم.
قال الحاخام مورانو أن سيارة تبعتهم لمدة خمس دقائق، وأعمتهم بالمصابيح الأمامية. "لقد أشرت للسائق أنه كان يزعجني وأنه يجب أن يمر بي، لكنه استغرق وقتًا طويلاً للرد، ثم عندما وصلنا إلى منحنى جاء ورائي وبدأ إطلاق النار... بدا أن أحد البنادق كانت تعطلت، وهذا أعطانا الفرصة للتراجع والتستر. كنت أعرف أنهم إذا وصلوا إلينا فسيمطرونا بالرصاص من مسافة قريبة، فففتحت الباب وسحبت زوجتي للخارج، وتدحرجنا في الخندق." أعلنت حماس مسؤوليتها عن العملية، وصرح المتحدث الرسمي أنها "رسالة للاحتلال ومغتصبيه بأن جرائمهم واعتداءاتهم لا يمكن أن تمر دون عقاب"، وأنها "أبلغ ردٍّ على الأبواق التي قالت بالأمس إن عملية الخليل لن تتكرر، وعهدنا لكم يا أهلنا في القدس والضفة والقطاع ولأسرانا البواسل وأهلنا في المنافي والشتات ألاَّ تكون هذه العملية الأخيرة بإذن الله.
لم يدن رئيس السلطة الفلسطينية محمود عباس الهجوم، لكنه قال: «لا نريد إطلاقًا أن تراق قطرة دم لا من الإسرائيليين ولا من الفلسطينيين، نريد سلاما بينهم وعيشا طبيعيا بينهم، نريد أن نعيش شركاء وجيرانا إلى الأبد». وألقى مسؤول بالسلطة الفلسطينية باللوم على حماس في «محاولة إعادة الضفة الغربية إلى حالة من الفوضى، من أجل إحباط العملية السياسية». أعلن مسؤولو أمن السلطة الفلسطينية في الأسبوع التالي أنهم اعتقلوا اثنين من نشطاء حماس لهما علاقة بالهجوم.

### 26 سبتمبر
26 سبتمبر 2010 وقع إطلاق النار في الضفة الغربية في بالقرب من تينا عومريم على الطريق رقم 60 في الضفة الغربية، حيث كانت نيتا شوكر الحامل في شهرها التاسع مع زوجها شارون البالغان من العمر 35 عامًا، في سيارتهما عندما فتح مسلحون في سيارة فلسطينية النار عليهم. أصيب كل من الزوج والزوجة بطلقات نارية في أرجلهما وتمكنا من الوصول إلى مستشفى سوروكا في بئر السبع. وضعت المرأة طفلًا رضيعًا يتمتع بصحة جيدة بعد عملية قيصرية، وتلقت العلاج من جروحها، كما تم إطلاق النار على سيارة ثانية في نفس الهجوم، ولكن لم يصب أي من ركابها.
وقع الهجوم بالقرب من المكان الذي وقع فيه إطلاق النار في الضفة الغربية في أغسطس 2010، ووفقًا للشرطة الإسرائيلية، فرت سيارة المهاجمين من المكان جنوبًا وأقام جنود إسرائيليون حواجز على مدخل قرية الظاهرية الفلسطينية المجاورة وقاموا بتفتيش المنازل. أعلنت الأجنحة العسكرية لحركة فتح (فصيل الرئيس الفلسطيني محمود عباس) والجهاد الإسلامي الفلسطيني مسؤوليتهما عن الهجوم، وأعلنت الجماعات في بيان أن «الهجوم نفذ للاحتفال بالذكرى الخامسة عشرة لمقتل مؤسس الجهاد الإسلامي فتحي الشقاقي» إلا أن بعض أعضاء المنظمتين نفوا أي معرفة بالبيان.
في أكتوبر اعتقلت جهاز الشاباك الإسرائيلي ثلاثة أعضاء من جماعة فتح الانتفاضة، وهي جماعة منشقة عن فتح، للاشتباه في قيامهم بالهجوم، وقال المشتبه بهم للمحققين إنهم حصلوا على 25000 دولار لشراء الأسلحة وأنهم خططوا لتنفيذ المزيد من الهجمات. وقد تم محاكمة المشتبه بهم في محكمة عسكرية في 29 نوفمبر.

## هجمات الصواريخ
زادت الهجمات الصاروخية الفلسطينية على إسرائيل في سبتمبر، ففي 14 سبتمبر هدد أحمد الجعبري أحد كبار قادة حماس بزيادة الهجمات على إسرائيل لعرقلة محادثات السلام الإسرائيلية الفلسطينية، وقال «بقوة الإيمان والأسلحة والصواريخ والأنفاق والقوات الخاصة سنحقق النصر لفلسطين وسنضع حدا للاحتلال في غزة أيضًا.» ، في اليوم التالي تم إطلاق قذيفتي هاون تحتويان على الفسفور الأبيض على إسرائيل من غزة وسقطت عشرة صواريخ على منطقة إشكول خلال اليوم وسقط صاروخ كاتيوشا عيار 122 ملم شمال عسقلان. لقد فهم الجيش الإسرائيلي أن الهجمات الصاروخية جزء من محاولة حماس لإسقاط محادثات السلام.